# Leptotarsus (Longurio) serotinellus
Leptotarsus (Longurio) serotinellus is een tweevleugelige uit de familie langpootmuggen (Tipulidae). De soort komt voor in het Neotropisch gebied.